# Tenis ziemny na Letnich Igrzyskach Olimpijskich Młodzieży 2014
Tenis ziemny na Letnich Igrzyskach Olimpijskich Młodzieży 2014 – turniej tenisowy, który był rozgrywany w dniach 17–24 sierpnia 2014 roku podczas igrzysk olimpijskich młodzieży w Nankinie. Zawodnicy zmagali się na obiektach Tennis Academy of China. Tenisiści rywalizowali w pięciu konkurencjach: singlu i deblu chłopców oraz dziewcząt, a także w mikście.

## Medaliści
Poczet medalistów zawodów tenisowych podczas Letnich Igrzyskach Olimpijskich Młodzieży 2014.
| Konkurencja              | Złoty medal                         | Srebrny medal                        | Brązowy medal                         |
| Gra pojedyncza dziewcząt | Xu Shilin                           | Iryna Szymanowicz                    | Akvilė Paražinskaitė                  |
| Gra pojedyncza chłopców  | Kamil Majchrzak                     | Orlando Luz                          | Andriej Rublow                        |
| Gra podwójna dziewcząt   | Anhelina Kalinina Iryna Szymanowicz | Darja Kasatkina Anastasija Komardina | Jeļena Ostapenko Akvilė Paražinskaitė |
| Gra podwójna chłopców    | Orlando Luz Marcelo Zormann         | Karen Chaczanow Andriej Rublow       | Ryotaro Matsumura Jumpei Yamasaki     |
| Gra mieszana             | Jil Teichmann Jan Zieliński         | Ye Qiuyu Jumpei Yamasaki             | Fanny Stollár Kamil Majchrzak         |

### Tabela medalowa
Klasyfikacja medalowa zawodów tenisowych podczas Letnich Igrzyskach Olimpijskich Młodzieży 2014.
| Miejsce | Państwo          | Złoto | Srebro | Brąz | Razem |
| ------- | ---------------- | ----- | ------ | ---- | ----- |
| —       | Drużyna mieszana | 2     | 1      | 2    | 5     |
| 1       | Brazylia         | 1     | 1      | 0    | 2     |
| 2       | Chiny            | 1     | 0      | 0    | 1     |
| 2       | Polska           | 1     | 0      | 0    | 1     |
| 4       | Rosja            | 0     | 2      | 1    | 3     |
| 5       | Białoruś         | 0     | 1      | 0    | 1     |
| 6       | Japonia          | 0     | 0      | 1    | 1     |
| 6       | Litwa            | 0     | 0      | 1    | 1     |
|         | Razem            | 5     | 5      | 5    | 15    |